# 一代女皇
《一代女皇》，1980年代中國電視公司八點檔古裝連續劇，製作人林慧俊（片頭標示「林俊」），導播王世綱、鍾世樺、王中強、陳明義、林獻彰，戲劇指導（即導演）李岳峰，首播期間1985年11月18日至1986年1月14日，共40集。開播前之暫定劇名為《一代女暴君》。

## 提要
《一代女皇》主要描述唐朝女皇帝武则天的一生传奇经历，是一部非常經典的連續劇，收視率和口碑皆極佳。根據潤利事業有限公司調查，1985年11月18日的本劇收視率為51.4%，創下老三台國語連續劇最高收視率。主題曲〈一代女皇〉，連水淼作詞，張勇強作曲，金佩姍主唱。
《一代女皇》開錄當日掌鏡者是導播出身的中視節目部經理王世綱。從林慧俊遞交《一代女皇》企劃案開始，中視出動了企劃組組長鍾世驊、導播組副組長王中強、導播陳明義、導播林獻彰與王世綱共同擔任《一代女皇》五位導播。
《一代女皇》宮殿戲都在高雄孔廟拍攝；為了拍攝開場的宮殿戲，外景隊在高雄市幾乎等了一個星期，直到全部宮殿戲拍攝完畢才返回台北市。為了拍攝劇中太子李承與魏王李泰競技中的搏虎項目，製作單位以每日新台幣一至二萬元租用一隻真虎；林慧俊另外訂做一隻幾可亂真的假虎用於拍攝某些近距離的鏡頭，例如武媚娘鬥虎的戲。劇中全部服裝都是英屬香港服裝設計師孔權開設計，全部在香港訂做之後空運來台；為了表現武則天的富貴之相，潘迎紫不僅與孔權開連續熬夜幾日研究武則天服裝，也自費訂做首飾與配件。
《一代女皇》不完全依據歷史記載來編劇，例如：傳說中武則天「弒君酖母」，以及武則天為了爭奪皇后大位而不惜捏殺親生女兒並嫁禍王皇等事件，不可能出現於劇中。只要是正史中稍微有點疑竇的事件，在劇中皆會稍加潤飾、修改，或是根本不出現。林慧俊表示：「儘管《一代女暴君》（《一代女皇》開播前之暫名）描述的是武則天的一生，但是我們策劃的是一個娛樂性的節目，絕不敢誇大會對社會產生多大的潛移默化的功能。我們只希望：藉著這個歷史上真實人物的一生，利用一些稗官野史的片段資料，再加上一些善意改編的部分情節，而能帶給觀眾一些啟示。」該劇兩位編劇獨孤紅、羅文忠在寫劇本時，幾乎參考了所有有關武則天的資料，如：林語堂《武則天傳》、陳虹《武則天與狄仁傑》、蔡東藩《歷代通俗演義》、童煦《中國后妃列傳》、黃柏《中國艷姬》……等。1990年代，東視綜合台曾經重播該劇。2015年11月13日，該劇母帶數位化後上架中視自有YouTube頻道「中視經典戲劇」（最初頻道名「台灣經典戲劇」），為第一部上架之經典戲劇。

## 劇情大綱
唐太宗貞觀元年，荊州都督武士彠之妾楊氏產下一個女嬰，女嬰被取名為「媚娘」。相士袁天綱看了媚娘的相貌，說：「口角龍顏，龍顏鳳頸，伏羲之相，貴人之極也。」星相大臣李淳風則說：「大唐江山，在三代之後，將會易主，為一女子所篡。」武則天的故事由此展開。

## 演员
| 演員   | 角色         | 介紹                                                           |
| ------ | ------------ | -------------------------------------------------------------- |
| 潘迎紫 | 武媚娘       | 武才人 → 武昭儀 → 皇后/天后 → 太后 → 則天大聖皇帝              |
| 梁修身 | 唐太宗李世民 |                                                                |
| 林秀君 | 长孙皇后     | 諡文德，太宗之皇后，長孫無忌之妹                               |
| 樊日行 | 唐高宗李治   | 太宗第九子                                                     |
| 戈偉家 | 唐中宗李顯   | 高宗、武媚娘之三子                                             |
| 華少江 | 唐睿宗李旦   | 高宗、武媚娘之么子                                             |
| 高培钧 | 太子李弘     | 高宗、武媚娘之長子                                             |
| 侯冠群 | 章懷太子李賢 | 高宗、武媚娘之次子，劇中稱「璐王爺」                           |
| 尤國棟 | 太子李承     | 太宗之嫡長子                                                   |
| 丁華寵 | 魏王李泰     | 太宗第六子                                                     |
| 劉 林  | 漢王李元昌   | 演員安排不妥：李元昌雖與李世民同輩，但年齡尚幼，去世時年僅25歲 |
| 崔浩然 | 明学文       | 武媚娘兒時玩伴，後進宮為正諫大夫，為明崇儼人物所改編           |
| 许家荣 | 程南英       | 武媚娘兒時玩伴，進宮後為御林軍統領，為程務挺人物所改編         |
| 陈佩伶 | 王皇         | 高宗之皇后                                                     |
| 龚莲华 | 萧淑妃       | 高宗寵妃                                                       |
| 刘筱平 | 賀蘭夫人     | 韩国夫人，武媚娘之姊                                           |
| 鐵夢秋 | 王仁祐       | 王皇后之父                                                     |
| 关 毅  | 柳 氏        | 武媚娘之奶娘                                                   |
| 李藝民 | 冯小宝       | 薛懷義                                                         |
| 高振鵬 | 袁天綱       | 民間術士                                                       |
| 张 弼  | 小顺子       | 宦官，大內總管                                                 |
| 林秀芳 | 蓮兒         | 王皇后之侍女                                                   |
| 貝心瑜 | 上官婉儿     | 上官儀之孫女                                                   |
| 郎 雄  | 长孙无忌     | 太宗/高宗時三朝宰相，高宗之舅                                  |
| 周仲廉 | 上官儀       | 太宗/高宗時三朝宰相                                            |
| 王 瑞  | 褚遂良       | 太宗/高宗時三朝宰相，書法家                                    |
| 南 俊  | 李淳風       | 太宗朝臣                                                       |
| 宋 培  | 郝處俊       | 高宗朝臣                                                       |
| 王昌熾 | 許敬宗       | 高宗朝臣                                                       |
| 張漢伯 | 李義府       | 高宗朝臣                                                       |
| 陳又新 | 裴 炎        | 武太后臨朝時宰相                                               |
| 金永祥 | 騫味道       | 武太后臨朝時宰相                                               |
| 謝自生 | 魚保家       | 武太后臨朝時朝臣                                               |
| 金 滔  | 武承嗣       | 武后之姪                                                       |
| 江艾倫 | 韋玄貞       | 韋后之父                                                       |
| 張馨今 | 劉皇后       | 肃明皇后/唐睿宗皇后                                            |
| 戴敏芝 | 竇德妃       | 睿宗之妃                                                       |
| 吳 風  | 狄仁傑       | 武周朝宰相                                                     |
| 魏平澳 | 周 興        | 武周朝酷吏                                                     |
| 唐復雄 | 來俊臣       | 武周朝酷吏                                                     |
| 李 強  | 索元禮       | 武周朝酷吏                                                     |
| 于 恒  | 張文瓘       | 高宗朝臣                                                       |
| 閔 敏  | 戴至德       | 高宗朝臣                                                       |
| 盧 葦  | 劉禕之       | 睿宗時宰相                                                     |
| 潘天德 | 賀蘭敏之     | 賀蘭夫人之子，武后之外甥                                       |
| 巫美齡 | 賀蘭蓉       | 賀蘭夫人之女，武后之外甥女，魏國夫人                           |
| 陳一成 | 大葫蘆       |                                                                |
| 房 勉  | 武士彠       | 武媚娘之父                                                     |
| 張 娟  | 姚 烈        |                                                                |
| 盧碧雲 | 鄭 氏        |                                                                |
| 盧碧雲 | 楊 氏        | 武士彠之妾，榮國夫人                                           |
| 斛文斗 | 王伏勝       | 小太監                                                         |
| 林照雄 | 柳 奭        | 王皇后的舅舅                                                   |
| 柳 鶯  | 慧清         | 感業寺住持                                                     |
| 王 利  | 慧明         | 感業寺女尼                                                     |
| 鄭亞雲 | 李裹兒       | 安樂公主                                                       |

## 工作人员
- 製作人：林慧俊
- 執行製作：李金城、彭朝敏[5]
- 企劃：王時政
- 編劇：孟子義[15]、獨孤紅、羅文忠
- 編審：王為洵[15]
- 製作助理：程克行、黃慶民、黃炳輝[15]
- 戲劇指導：李岳峰[15]
- 武術指導：王永生[15]
- 資料提供：萬盛圖書[15]
- 副導演：[14]
- 服裝設計：孔權開
- 導播：王世綱、鍾世驊、王中強、陳明義、林獻彰

## 事件
潘迎紫在《一代女皇》中並非原音演出、而是配音演出，配音員不公開。劉禕之的「禕」讀音同「伊」，但潘迎紫的配音員誤讀作「偉」。
1985年12月上半月，中視接獲觀眾投書指稱，史書記載武則天在位時有彗星出現，可以加入《一代女皇》劇情以趕搭當時台灣的哈雷彗星熱潮；中視企畫會議遂一致通過邀請中視氣象台氣象主播馮鵬年在《一代女皇》中客串大臣，大談天象之說，然後分析彗星到底是什麼；馮鵬年一口拒絕此項邀約，原因是他認為自己的形象一點也不適合在唐朝說天象，而且「在唐朝說哈雷彗星」明顯不合史實。
1986年1月7日晚間，由於樊日行因胃部急病住院且《一代女皇》無存檔，中視不斷在節目與新聞中預告《一代女皇》無法播出之理由，同時打出幻燈片向觀眾致歉。事件起因是1986年1月6日，《一代女皇》錄影時，樊日行胃痛得冷汗直流、無法繼續工作，林慧俊將樊日行送到醫院檢查，發現病情嚴重，樊日行依醫師指示住院檢查；1986年1月8日下午，樊日行向醫師請假，抱病進棚錄影。當時外界傳聞樊日行是在中視主管授意下裝病，樊日行否認：「人都是吃五穀雜糧長大，本來就會生病。而且，裝病萬一被拆穿了，豈不是無法對廣大的觀眾交代？中視當局怎麼可能授意我如此做？」林慧俊說：「從《一代女皇》播出到現在，我們幾乎沒有一刻休息過，每天都是日夜不停地趕工，演員及工作人員的身體負荷量可以說已經達到了飽和點；而且為了使觀眾有精彩的好戲看，我們每一集都是外景內景一起作業，一點也不敢有虎頭蛇尾的心態。至於換角色，並不是我一個人就可以全權決定的事。對整個事件，我只能說：我非常難過，也非常抱歉。」中視企畫組組長鍾世驊說：「許多人認為，樊日行生病是中視耍的噱頭、是為了下一檔連續劇《大旗英雄傳》鋪路；但是即使要出奇招，我們也會以光明磊落的方式來打一仗。何況節目的製作本來就有好有壞，收視率的高低也大部分操縱在觀眾手中，我們又何必如此搬磚砸腳？一個真正的好節目，是不會受任何奇招異術影響的。至於許多人提議的『換角色』問題，我想，這關係到每家電視台的作業方式，因為我們必須考慮到所有可能發生的狀況；何況樊日行的戲剩下三集，如果真的換角色，我相信同樣會引起觀眾的不滿。我們以後一定更嚴格地督導製作單位，一定要預錄存檔。」
1986年1月8日上午，中國國民黨立法委員鍾榮吉向行政院提出《一代女皇》開天窗事件緊急質詢；同時，中華民國消費者文教基金會接獲一通投訴電話抗議《一代女皇》無預警停播，此後沒再接獲投訴《一代女皇》的電話。開天窗事件，在行政院新聞局堅持下，中視多人遭記過，並非中視員工的林慧俊也被記一大過。
1987年1月23日，中視文化公司《掃描線周刊》刊登專文，把七先生與武媚娘漫畫化，以他們之間的對話向讀者介紹中國電視公司電視城。
2012年12月19日，潘迎紫上TVBS歡樂台《女人我最大》，說自己「以前曾為了拍《一代女皇》增胖30磅」。
2022年7月26日，潘迎紫在新浪微博發文悼念王世綱逝世，她回憶，《一代女皇》開鏡當天，王世綱等五位中視導播一起開拍，王世綱還親自執導；當時她身穿粉橘色戲服拍攝武媚娘初次進宮覲見皇上的場景，心裡緊張，開鏡時腦子一片空白，講台詞一直吃螺絲，立刻說「對不起」；此時王世綱從主控室下來對她說「不准說『對不起』！忘了詞兒，就重來，但不准說『對不起』」，結果她更緊張、更忘詞、更吃螺絲、更常說「對不起」，「後來才明白，大哥的用意是要我更努力，如果背得滾瓜爛熟時就不用說『對不起』了」。

## 評論
《一代女皇》首播期間，隨著收視率節節高漲，台灣書報攤上有關武則天的各式專書及野史紛紛出籠，當時國立中央圖書館閱覽組組員錢月蓮說：「以前書庫裡沒人問津的《武則天傳》，（1985年）11月下旬忽然天天出庫，到現在還是大家爭借的熱門書。」
《一代女皇》播出十幾集以後，不但台灣報紙上熱烈討論起擅改史實的戲劇分寸，大量的投書與抗議電話湧入中視、行政院新聞局甚至教育部。自稱「一群受過高等教育的知識分子」的投書說：「我們是一群受過高等教育的知識分子。電視台把一個跋扈專橫、亂倫篡國的武則天演成柔弱堪憐的女子，這是我們所不能容忍的。……教育部花了那麼多心血投下的歷史教育，只要短短數十天便全部改觀；以後教育部實在可以不必那麼認真地推展教育了……。」一封署名「無辜百姓」的投書說：「……其實，我們和鄰居討論劇情時，也懷疑過《一代女皇》可信的程度；等到看了報上的文章，更感嘆：我們被人玩弄而不知。……請多多糾正編劇、導播，給我們一個真正的歷史劇吧。」林慧俊回應：「我們是站在比較同情的立場看武后；何況，前半段媚娘多情可人，也是為了烘托後半段武后的跋扈專橫，加強戲劇效果嘛！」而在《一代女皇》後段，武則天不但殺人不再假手他人，且經常「以牙還牙、以眼還眼」，分階段剷除了王皇后、蕭淑妃、褚遂良、長孫無忌等人；但是遭女性觀眾抱怨：「我好喜歡潘迎紫演武媚娘，但是我不喜歡看她這樣報復別人。」
行政院新聞局光華畫報雜誌社《光華雜誌》1986年2月號（第11卷第2期）總評《一代女皇》：「無論如何，（《一代女皇》）武媚娘如今依舊媚力十足，不但君臨八十年代（1980年代）電視收視率，還拉拔了其他傑出女性——包括女兒太平公主、孫媳婦楊玉環和老前輩西施、後起之秀慈禧，她們都將榮膺三台連續劇當家花旦。可以想見：只要劇情不是『虛』中又『虛』、無跡可循，觀眾總歸有『戲』可看。」

## 前後節目
| 臺灣 中國電視公司 周一到周五 20:00-21:00 | 臺灣 中國電視公司 周一到周五 20:00-21:00 | 臺灣 中國電視公司 周一到周五 20:00-21:00 |
| ---------------------------------------- | ---------------------------------------- | ---------------------------------------- |
|                                          | 一代女皇 (1985.11.18 - 1986.01.14)       |                                          |
| 一個男人在街上 (1985.11.07 - 1985.11.13) | 大旗英雄傳 (1986.01.15 - 1986.02)        |                                          |

## 外部連結
- 中視經典戲劇頻道 一代女皇完整版 （页面存档备份，存于）
- 中視經典戲劇頻道 一代女皇精華篇 （页面存档备份，存于）

## 內部連結
- 武則天 (電視劇)

## 資料來源
1. ↑  林玉雲，〈活娘娘潘迎紫〉，《掃描線周刊》第1期（中視文化公司1986年1月1日版）第32頁。
2. 1 2 3 4  中華民國電視學會電視年鑑編纂委員會 編纂，《中華民國電視年鑑第四輯：民國七十三年至七十四年》，中華民國電視學會1986年6月30日出版，第64頁。
3. ↑  12月31日至1月1日因播出跨年特別節目而停播。
4. 1 2 3  林玉雲 文，鑫南 攝影，〈一代女暴君情史 潘迎紫演活了武則天〉，《掃描線雜誌》第44期（1985年11月號）第8頁。
5. 1 2  中視《一代女皇》第一集片頭 （页面存档备份，存于）（摘自YouTube中視官方頻道）
6. ↑  亦，〈「一代女皇」驚險鏡頭 潘迎紫刺虎〉，《掃描線雜誌》第45期（1985年12月號）第8頁。
7. ↑  亦，〈「一代女皇」驚險鏡頭 潘迎紫刺虎〉，《掃描線雜誌》第45期（1985年12月號）第9頁。
8. ↑  亦，〈「一代女皇」驚險鏡頭 潘迎紫刺虎〉，《掃描線雜誌》第45期（1985年12月號）第10頁。
9. ↑  林玉雲 文，鑫南 攝影，〈一代女暴君情史 潘迎紫演活了武則天〉，《掃描線雜誌》第44期（1985年11月號）第9頁。
10. ↑  林玉雲 文，鑫南 攝影，〈一代女暴君情史 潘迎紫演活了武則天〉，《掃描線雜誌》第44期（1985年11月號）第9至10頁。
11. 1 2  林玉雲 文，鑫南 攝影，〈一代女暴君情史 潘迎紫演活了武則天〉，《掃描線雜誌》第44期（1985年11月號）第10頁。
12. ↑  林玉雲，〈活娘娘潘迎紫〉，《掃描線周刊》第1期（中視文化公司1986年1月1日出版）第34頁。
13. ↑  林玉雲，〈活娘娘潘迎紫〉，《掃描線周刊》第1期（中視文化公司1986年1月1日版）第32頁。
14. 1 2  林玉雲，〈活娘娘潘迎紫〉，《掃描線周刊》第1期（中視文化公司1986年1月1日出版）第35頁。
15. 1 2 3 4 5 6  中視《一代女皇》第一集片頭
16. ↑  陳念慈，〈馮鵬年拒為「女皇」跨刀 宗華劉家輝暫不相往來〉，《民生報》1985年12月16日第11版。
17. ↑  亦云，〈冤枉的女皇 一代女皇風波〉，《掃描線周刊》第4期（1986年1月26日至1986年2月1日）第6至7頁。
18. ↑  熊迺康，〈一代女皇開天窗幕後傳真〉，《電視周刊》第1215期（台視文化公司1986年1月出版）第10至17頁。
19. ↑  趙實，〈罕見的惡例〉，《民生報》1987年12月8日第11版。
20. ↑  陳念慈，〈林慧俊黯然退出電視圈〉，《民生報》1987年12月9日第11版。
21. ↑  〈七先生帶您逛中視電視城〉，《掃描線周刊》第57、58期合刊本（中視文化公司1987年1月23日出版）第7至11頁。
22. ↑  張佩玲 台北報導，〈求抱潘迎紫得逞 藍心湄嗨到閃尿〉 （页面存档备份，存于），《中國時報》2012年12月20日D4版。
23. ↑  陳芊秀. . ETtoday新聞雲. 2022-07-26  [2022-09-03]. （原始内容存档于2022-07-30） （中文（臺灣））.
24. 1 2  王家鳳 文，鐘永和、故宮、中視提供 圖，〈真假武則天〉（The Return of Empress Wu），《光華雜誌》1986年2月號（第11卷第2期）第35頁。
25. ↑  王家鳳 文，鐘永和、故宮、中視提供 圖，〈真假武則天〉（The Return of Empress Wu），《光華雜誌》1986年2月號（第11卷第2期）第40頁。